# Bächbergklingenbach
Der Bächbergklingenbach ist ein Waldklingenbach im baden-württembergischen Hohenlohekreis anfangs und überwiegend auf der Stadtgemarkung von Niedernhall. Nach rund 1 km langem Lauf nach Südwesten mündet er etwas vor dem Siedlungsrand der Stadt Forchtenberg von rechts in einen Mühlkanal neben der unteren Kupfer.

## Geographie

### Verlauf
Der Bächbergklingenbach entsteht im Bergwald südwestlich des Weilers Guthof der Gemeinde Weißbach auf etwa 315 m ü. NHN in einer schon merklich eingetieften, nach Westsüdwesten laufenden Talmulde etwas südwestlich der Waldlichtung Kohlplatte. Weiter oberhalb im Einzugsgebiet gibt es einige Gerinne, die aber ohne offene Verbindung zum Bächbergklingenbach enden, so etwa ein Rinnsal, das in einer Doline wenig südlich von Guthof im Waldgewann Guthofer Loch versinkt und je eine Quellrinne südlich des Soldatenfriedhofs von Niedernhall sowie links über dem gewöhnlichen Bachbeginn am Kammersberg, die beide nach kurzem Lauf versickern.
Der Bächbergklingenbach fließt kleinteilig gewunden und mit wechselnder Breite in der sich zur landschaftstypischen Klinge entwickelnden Talmulde zwischen Bächberg rechts und Kammerberg links westsüdwestwärts durch den Wald, rechts nahe und links etwas ferner begleitet von einem Waldwirschaftweg am unteren Hang. Sandige Schüttungen am Lauf und Geröll zeigen, dass er zuzeiten stark anschwellen kann. In der trockenen Jahreszeit jedoch versickert er talwärts mehr und mehr. Rechts am Hang des Bächbergs liegen einige teils recht große Steinriegel, die auf einstige landwirtschaftliche Nutzung des heute völlig bewaldeten Südhangs hindeuten.
Etwa 150 Meter vor der Mündung wechselt der Bach auf etwa 220 m ü. NHN aus dem Wald über die Niedernhaller Stadtgrenze hinweg in eine abfallende Wiese des Gewanns Kupfer, die er recht unscheinbar durchfließt. Neben einem baumüberwachsenen Steinriegel mündet er dann auf etwa 194 m ü. NHN von rechts in einen in einer Hecke verlaufenden Rest eines Mühlkanals neben der unteren Kupfer.
Dieser ging wenig oberhalb vom Fluss ab und trieb gut einen Kilometer weiter abwärts vor der ersten Straßenbrücke in Forchtenberg eine Mühle an; der größte Teil von ihm ist durch die das Kupfertal heraufgerückte Bebauung von Forchtenberg verschwunden, am Zufluss des Bächbergklingenbachs liegt er heute meist oder immer trocken.
Der Bächbergklingenbach mündet nach etwa 1,2 km langem Lauf mit mittlerem Sohlgefälle von rund 100 ‰ etwa 121 Höhenmeter unterhalb seines gewöhnlichen Waldursprungs.

### Einzugsgebiet
Das Einzugsgebiet des Bächbergklingenbach ist etwa 1,5 km groß und gehört naturräumlich zu den Ohrnwaldriedeln, einen Unterraum der Kocher-Jagst-Ebenen. Seine Ostspitze liegt mit etwa 370 m ü. NHN auf einer Flurkuppe nördlich von Schloss Hermersberg am höchsten. Dort am Ostrand liegen Felder, mit kleinerer Fläche auch in einem Gebietszwickel der Gemeinde Weißbach nahe dem Guthof an der nördlichen Wasserscheide, jedoch nimmt der auf der Hochebene wie am Abfall zum Kupfertal stehende Wald den bei weitem größten Teil des Einzugsgebietes ein. Es liegt größtenteils auf Niedernhaller Grund, zu Weißbach auf der Hochebene und Forchtenberg im Kupfertal gehören nur kleine Randzwickel, besiedelt ist es nirgends.
Reihum grenzen die Einzugsgebiete der folgenden Nachbargewässer an:
- Im Nordwesten zieht eine gewässerlose Talrinne zwischen Bächberg und dem dahinterliegenden Schiedberg zum Kocher-Zufluss Kupfer noch näher am Forchtenberger Ortsrand;
- jenseits der nördlichen Wasserscheide fällt das Gelände bald steil zum nahen Kocher ab, dem auf diesem Abschnitt nur der kurze, am Guthof entstehende Hangbach Löchlesbach zufließt;
- im Südsüdosten fließt der Waldbach in der Kammerbergsklinge jenseits des Kammerbergs etwa parallel zum Bächbergklingenbach zur aufwärtigen Kupfer.

## Geologie
Höchste triassische Schicht im Einzugsgebiet ist der Lettenkeuper (Erfurt-Formation) auf der Hochebene, der auch weit zum Kupfertal hin den Bächberg und  den Kammerberg bedeckt. Der Bachbeginn liegt etwa an dessen Übergang zum darunterliegenden Oberen Muschelkalk und am Unterlauf, schon vor der Waldgrenze, schneidet sich der Bach in den Mittleren Muschelkalk, in dessen Schichthöhe er auch mündet.
Lösssediment aus quartärer Ablagerung liegt um die nordöstliche Wasserscheide. Im Bereich des Muschelkalks bedeckt Hangschutt die Talflanken. Zuunterst im Bereich der Wiese hat der Bach aus mitgeführtem Material einen kleinen Mündungskegel angehäuft.
An verschiedenen Stellen gibt es die Verkarstung des Muschelkalks anzeigende Dolinen, im Waldgewann Guthofer Loch südlich von Guthof in dichter Gruppe. Landschaftstypisch liegen sie im Ausstrich des Lettenkeupers über dem Oberen Muschelkalk. Auf den verkarsteten Untergrund deuten auch die versickernden Oberläufe und die talabwärts oft aussetzende Wasserführung des Bächbergklingenbachs hin.

## Natur und Schutzgebiete
Der Taleinschnitt des Bächbergklingenbachs schon wenig oberhalb der Quelle ist Teil des Landschaftsschutzgebietes Kupfertal.

### LUBW
Amtliche Online-Gewässerkarte mit passendem Ausschnitt und den hier benutzten Layern: Lauf und Einzugsgebiet des Bächbergklingenbachs

Allgemeiner Einstieg ohne Voreinstellungen und Layer: Daten- und Kartendienst der Landesanstalt für Umwelt Baden-Württemberg (LUBW) (Hinweise)
1. 1 2 3  Der Bach wird in einer Beschreibung des Layers Geschützte Biotope als Bechbergklingenbach bezeichnet. Da der rechts angrenzende Berghang nach dem Hintergrundlayer Topographische Karte, das dortige Gewann nach dem Layer Liegenschaften und Gewässer und auch nach einer weiteren Karte jedoch Bächberg heißt, ist der erste Vokal wohl verschrieben.
2. 1 2 3 4  Höhe nach dem Höhenlinienbild auf dem Hintergrundlayer Topographische Karte.
3. ↑  Länge abgemessen auf dem Hintergrundlayer Topographische Karte.
4. ↑  Einzugsgebiet abgemessen auf dem Hintergrundlayer Topographische Karte.
5. ↑  Natur teilweise nach dem Layer Geschützte Biotope.
6. ↑  Dolinen nach dem Layer Geschützte Biotope.
7. ↑  Schutzgebiet nach dem einschlägigen Layer.

### Andere Belege
1. ↑  Den früheren Verlauf des Mühlkanals in ganzer Länge zeigt:
  - Meßtischblatt 6723 Öhringen von 1933 in der Deutschen Fotothek
2. ↑  Wolf-Dieter Sick: Geographische Landesaufnahme: Die naturräumlichen Einheiten auf Blatt 162 Rothenburg o. d. Tauber. Bundesanstalt für Landeskunde, Bad Godesberg 1962. → Online-Karte (PDF; 4,7 MB)
3. ↑  Geologie nach den Layern zu Geologische Karte 1:50.000 auf: Mapserver des Landesamtes für Geologie, Rohstoffe und Bergbau (LGRB) (Hinweise)